# トライボフィルム
トライボフィルム（英語：tribofilm）とは、潤滑油中に含まれる添加剤が摩擦部材表面への吸着又は化学反応により生成する保護被膜の事である。

## 概要
ベアリングやエンジン、ギアなどの摩擦部品に用いられる潤滑油は炭化水素からなる基油(ベースオイル)に様々な機能を有する添加剤を加えて製造されている。
添加剤には耐摩耗剤、摩擦低減剤、酸化防止剤、耐荷重剤(極圧剤)、粘度調整剤などの種類があり、高分子から低分子まで様々である。
摩擦低減剤や耐摩耗剤は表面に被膜を形成するが、この被膜をトライボフィルムと呼ぶ。

## 種類
トライボフィルムは大きく分けて以下の2種類に大別される。
- 添加剤分子が吸着し形成されたもの
- 摩擦によって添加剤の化学反応が進行し別の化合物が形成されたもの

カルボキシル基やヒドロキシ基、アミノ基などの官能基を有する添加剤は部材表面に吸着する場合が多い。耐摩耗剤ZDDPや摩擦低減剤MoDTCは摩擦による高温・高圧がドライビングフォースとなって化学反応が進行し、ZDDPはポリリン酸塩からなるトライボフィルムを、MoDTCは二硫化モリブデンからなるトライボフィルムを形成する。